# Catachrèse
La catachrèse est une figure de style qui consiste à détourner un mot ou une expression de son sens propre en étendant sa signification : le pied d'une table, les ailes du moulin, la plume d’un stylo, les dents d’une scie. C'est « une métaphore dont l'usage est si courant qu'elle n'est plus sentie comme telle ». Outre ceci, ce qui définit la catachrèse est sa nécessité linguistique par faute de mieux ; pour reprendre l'exemple des « pieds d'une table », il s'agit ici d'une contrainte car aucun mot n'existe pour définir cette partie de la structure d'une table.

## Étymologie
Du grec ancien κατάχρησις / katákhrēsis, « emploi, usage ». Anatole Bailly le trouve comme terme de rhétorique en premier lieu chez le philosophe Aristote dans le sens « d'emploi abusif ». Le terme vient du verbe καταχράω / katakhráō « profiter de », puis chez le même auteur grec : « faire mauvais usage ».

## Genèse
Quintilien constatait déjà : « En grec ou en latin, beaucoup de choses n'ont d'abord pas reçu de nom : ...primum multa sunt et graece et latine non denominata ». En effet, des milliers de choses n'ont pas reçu de dénomination particulière et unique. Selon Quintilien, la catachrèse intervient quand la langue n'a pas de terme spécifique, contrairement à la métaphore qui intervient quand il en existe un autre.
Dans toute langue, en effet, il y a à un moment une insuffisance de mots pour désigner toute idée qui apparaît et aider toute évolution. Le langage courant tend d'abord à établir des relations neuves entre des termes connus pour restreindre son lexique et ne pas s'encombrer de vocables qu’il est difficile de se remémorer.
Cependant, si Cicéron lui-même désignait ce phénomène comme une pure nécessité, il y reconnaissait aussi un agrément et un plaisir raffiné : « jucunditas delectatioque », de la même manière qu'il décrit qu'après s'être vêtu de chaud contre le froid, notre vêtement est par la suite devenu un ornement. Autrement dit, il existe bien des transpositions qui ne se réfèrent plus à une pénurie lexicale mais qui confèrent au style un chatoiement luxueux.

## Lexicalisation
Un mot est « lexicalisé » quand, par personnification, reification ou animalisation, il est entré au dictionnaire avec un nouveau signifié pour le même signe (généralement sans majuscule). On a alors une catachrèse.

### Antonomase
Elle peut n'être qu'une option ou  nuance de vocabulaire : on dit familièrement « bidasse » (l'ami Bidasse de la chanson) mais ce mot n'a pas fait disparaître le « soldat », ni « un cordon bleu » un  « bon cuisinier », ni un tartuffe une personne hypocrite, un turlupin (personnages de comédie) une personne ridicule, alors que le personnage animalier « Renart » a fait oublier le « goupil ».

### Métaphore, métonymie, synecdoque
Ces figures génèrent souvent des raccourcis de langage qui n'en sont la plupart du temps que des options de vocabulaire : « masque » pour « une personne masquée », « le tribunal » pour « les juges »  
« Profond » exprime normalement la hauteur mesurée à partir du bord. Le langage évalue ainsi le plus souvent l'épaisseur, l'étendue d'une forêt : « une forêt profonde », on dit tout autant : « une voix profonde » pour une voix qui descend dans le grave (voix caverneuse).
« Monter » est un verbe à usages multiples : gravir une côte, grimper sur un arbre, obtenir un poste important, élever d'un cran, fixer une roue de voiture, installer un tréteau, conduire un cheval...
La synecdoque « tête », pour compter des individus (animaux ou personnes) ou remplacer l'esprit d'une personne (une tête bien faite), est aussi métaphore pour la partie supérieure ou antérieure d'une chose : tête de pont, tête d'épingle, tête de chou sont des catachrèses, car elles n'ont pas elles-mêmes d'équivalent.
« S'abriter sous un toit », « une voile à l'horizon » sont des clichés qui ne sont pas incontournables.
« Langue » : langue anglaise, langue de terre, langue de feu.
« Bras » : bras de mer, bras de fauteuil, bras de balance.
Le mécanisme de la catachrèse offre l'occasion de jouer sur les mots par syllepse, comme dans la phrase humoristique : « L'agriculture est comme la Vénus de Milo, elle manque de bras. »

### Termes à sens primitif oublié
Les mots tels le « collège » où la notion d'une assemblée est estompée, ne désigne plus guère que le  « lieu » de cette assemblée. Le verbe « saupoudrer » a perdu son sens étymologique de « poudrer de sel » et on saupoudre de sucre.
Certains verbes imagés qui ont perdu leur premier usage sont devenus de vraies catachrèses : « démarrer » (détacher les amarres), « partir » (disposer en parts), « déclencher » (lever la clenche), etc.

### Termes onomastiques ou d'origine étrangère
Les vocables qui ont comme origine un inventeur, un initiateur ou une spécificité étrangère sont à classer parmi les  néologismes (antonomastiques) ou des emprunts et non comme des catachrèses à part entière : poubelle, jacquard, bazar...

### Nomenclatures de métier
Le rôle le plus important de la lexicalisation est moins de remédier à une pénurie lexicale que d'économiser des termes « exotiques » qui ne feraient que surcharger la langue en quantité plutôt que de l'enrichir en efficacité.
Les artisans et les techniciens qui ont besoin de termes spécifiques ont un grand recours aux catachrèses métaphoriques pour faciliter la mémorisation des vocables : queue d'aronde, queue de pie, cheville, pied-de-biche, pied-de-chèvre, bec-d'âne, bec-de-corbeau, mâchoires, dents (de scie), trompette de pont, tambour de roue, ressort, fer à souder, à cheval, à repasser, à friser...

## Ergonomie
L'usage catachrétique en ergonomie cognitive est le fait de détourner de sa destination initiale un outil ou un instrument affecté à une tâche ou à l'action sur un objet de travail.
Par exemple utiliser son couteau de table pour dévisser une vis plutôt qu'un tournevis (que l'on n'a pas sous la main) est une catachrèse ergonomique.
Mais cet énoncé, même entre guillemets, n'est pas, linguistiquement, une catachrèse : le signe tournevis n'est pas lexicalisé ; il ne reçoit pas un signifié nouveau et, par conséquent, n'entre pas au dictionnaire. Il y a purement et simplement détournement de l'usage auquel l'outil est primitivement destiné. Sauf contexte littéraire particulier, il n'y a pas de figure de style ou de rhétorique.